# Albrechtice u Rýmařova
Albrechtice u Rýmařova (původně jen Albrechtice, německy Olbersdorf), dříve také nazývané Helvíkov, jsou vesnice ležící v okrese Bruntál, východně od Rýmařova. Roku 1930 žilo v obci 315 obyvatel, po vysídlení téměř zanikla. Dnes je vesnice správní součástí města Břidličná a žije zde 35 obyvatel. Uprostřed obce stojí zarostlý barokní kostel s torzem hřbitova. Vedle zřícenin fary stojí bývalá škola. Opodál u cesty ke kostelu je malá otevřená kaplička. Zástavba je dramaticky prořídlá, tvoří ji zpravidla chalupářsky upravené zbytky usedlostí a několik soukromých zemědělců, věnujících se především chovu na pastvinách v okolí. Albrechtice měly ve znaku volavku.

## Historie
První písemná zmínka o obci pochází z roku 1317.
V letech 1869–1950 byla samostatnou obcí, od roku 1961 patří jako místní část k Břidličné.

## Vývoj počtu obyvatel
Počet obyvatel Albrechtic u Rýmařova podle sčítání nebo jiných úředních záznamů:
| Rok            | 1869 | 1880 | 1890 | 1900 | 1910 | 1921 | 1930 | 1950 | 1961 | 1970 | 1980 | 1991 | 2001 | 2011 |
| -------------- | ---- | ---- | ---- | ---- | ---- | ---- | ---- | ---- | ---- | ---- | ---- | ---- | ---- | ---- |
| Počet obyvatel | 448  | 411  | 383  | 345  | 315  | 279  | 315  | 151  | 173  | 96   | 47   | 24   | 42   | 33   |
| Počet domů     | 61   | 64   | 64   | 64   | 84   | 79   | 80   | 73   | 30   | 21   | 12   | 13   | 35   | 33   |

V Albrechticích u Rýmařova je evidováno 39 adres, vesměs čísla popisná (trvalé objekty). Při sčítání lidu roku 2001 zde bylo napočteno 35 domů, z toho 14 trvale obydlených.

## Kulturní památky
- Kostel Nejsvětější Trojice – barokní stavba z roku 1752 je kulturní památkou ČR.[9]